# 사얀타니 고시
사얀타니 고시(Sayantani Ghosh, 1985년 9월 6일 ~ )는 인도의 배우, 모델, 댄서이다.